# Solidus

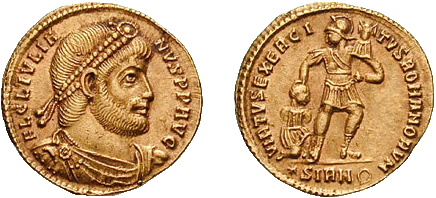
Iulianus solidusza

A solidus római és bizánci aranypénz volt.

## Római aranypénz
Először Diocletianus használta 301 körül. Ekkor értéke az 1/60 római font (5,5 g) tiszta arany volt. Egyben ezer dénár váltóértéke is volt, azonban ez idővel változott. Ekkor még azonban csak kis mennyiségben verték, így alig volt hatással a gazdaságra.
A 4. század első évtizedében Nagy Constantinus pénzreformja részeként az aureus helyett új aranypénzt vezetett be a solidus, amely 1/72 font (4,54 gramm) tiszta arany volt, veretésével, valamint új ezüst pénzt, a siliqua-t (argenteus súlyban) és a valamivel nehezebb miliarens-t. A bizánci arany pénzverés ezen solidusokat készíti változatlan formában egészen a 11. századig. Ezután az aranypénzek szélesebbek, laposabbak és könnyebbek lettek.
Az új aranypénzfajtának a kisebb címletei a semissis (félsolidus) és a tremissis (egyharmad solidus) voltak. A solidus súlya századokon keresztül, még Bizáncban is változatlan maradt. A 4. század végén megjelent az érméken verdejel jelzése mellett az OB, amelynek jelentése vagy „obrüsza” (tiszta arany), vagy görög számokkal 72, tehát vagy a pénz súlyát (1/72 font), vagy anyagának finomságát garantálták.
Noha nem számítottak fizetőeszköznek, mégis említést kell tennünk az úgynevezett arany medaillonokról, vagy multiplumokról. Ezek többszörös aureus vagy solidus súlyban vert aranyak voltak, ünnepi alkalmakra készültek nagyon alacsony példányszámban, mai megfelelőik az emlékveretek.

## A honfoglalás korában
Ebben a korszakban a bizánci solidus - más néven bezant vagy nomiszma - volt a legstabilabb fizetőeszköz, amit mind keleten, mind nyugaton szívesen elfogadtak. A bizánci aranypénz mintájára veretett muszlim aranydinár (mithkal) szintén 4,5 grammos volt.

## Nomiszma
Az aranypénz neve a görög νόμισμα (nomiszma vagy numiszma) szóból ered, ami görögül pénzt jelent. Etimológiailag a νομίζω (nomizo, azaz „gondolni”) és νόμος (nomosz , azaz „törvény”) szavakból eredeztethető. Ezek olyan dologra utalnak, aminek értékéről az ember meg van győződve anélkül, hogy az valódi lenne. (Lásd Pénz)
Az 1050-es években IX. Konstantin kormányzata a nagyobb hasznon érdekében a több száz éves hadszervezetnél is ősibb pénzügyi rendszert is módosította: nevükhöz fűződik a nomiszma (korábbi nevén solidus) első leértékelése a pénznem 4. századi megjelenése óta. Az intézkedés inflációhoz vezetett.
VII. Mikhaél bizánci császár uralkodása alatt - 1071 és 1078 között - a birodalom súlyos válságidőszakot élt meg, amelynek kezelésére a császár tökéletesen alkalmatlannak bizonyult. Pénzszerzési céllal VII. Mikhaél súlyos pénzrontást hajtatott végre: a nomiszma aranytartalmát tizenhatról kilenc karátra csökkentette. (Emiatt ragadt rá a „mínusz egy negyed” jelentésű Parapinakész név, ami a búza nagy arányú drágulására utal, azonos összegért egy negyeddel kevesebb búzát lehetett venni.) Mindehhez vagyonelkobzások társultak.

## Galéria

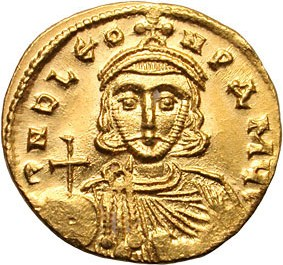
III. León bizánci császár solidusa az uralkodó képmásával.
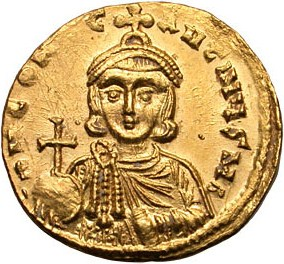
V. Kónsztantinosz bizánci császár solidusa az uralkodó képmásával.